# Fuengirola
Fuengirola è un comune spagnolo di 71 482 abitanti situato nella comunità autonoma dell'Andalusia. Fuengirola, nei tempi antichi era conosciuta come Suel e poi come Suhayl. È una città situata sulla Costa del Sol, nella provincia di Malaga. Offrendo molti chilometri di spiagge si tratta di uno dei centri turistici maggiori di quest'area, offrendo ai suoi visitatori anche la possibilità di visitare la sua fortezza medioevale Mora e il notevole Bioparco, ambientato negli ecosistemi dell'Asia Indo-pacifica. Il suo sviluppo è stato costante nel corso dell'ultimo mezzo secolo e grazie al suo clima mediterraneo subtropicale la temperatura media annuale è di 18 °C con una temperatura media estiva di oltre 30 °C.

## Geografia fisica

### Trasporto
Fuengirola, e alcuni dei villaggi lungo la costa sono serviti dalla linea ferroviaria C-1 collegando la costa alla capitale regionale di Malaga grazie ai treni Cercanías Málaga. La stazione dei treni e degli autobus è nel centro della città, nella via principale parallela al passeggio Marie.

### Spiagge
Una delle attrazioni maggiori di Fuengirola sono i suoi 8 km di costa divisa in sette differenti spiagge. Dal 2009 tutte le spiagge della città vantano la bandiera blu.
In generale le spiagge cittadine non sono nulla di speciale, ma allontanandosi un po' dal centro cittadino si possono trovare ottime calette e luoghi nei quali rilassarsi e fare un bagno di qualità. Il problema è solamente quello della sabbia che non è naturale, ma viene aggiunta ogni anno riportandola del fondo marino. I luoghi da visitare passeggiando lungo il mare da nord verso sud sono: Carvajal, Torreblanca, Los Boliches-Las Gaviotas, San Francisco, Fuengirola, Santa Amalia e Ejido-Castillo.

## Cultura

### Eventi culturali
Sono molte le attività culturali che hanno vita a Fuengirola, soprattutto nel corso dell'estate. Nel mese di giugno, il festival di musica e danza viene celebrato nel castello Sohail. Nello stesso luogo viene organizzato il mercato medioevale, il festival cittadino di Fuengirola è la festa della birra. Altri eventi importanti da menzionare sono il Cinema Festival of Fuengirola, la fiera internazionale e la Fiera dei Villaggi. Le ultime due vengono celebrate nel corso degli ultimi giorni di aprile e i primi giorni di maggio. Nel mese di settembre, è interessante il Festival dei Ritmi Latini. Inoltre ogni sabato è possibile visitare il mercato dei vestiti di seconda mano, che è molto famoso nella Costa del Sol.

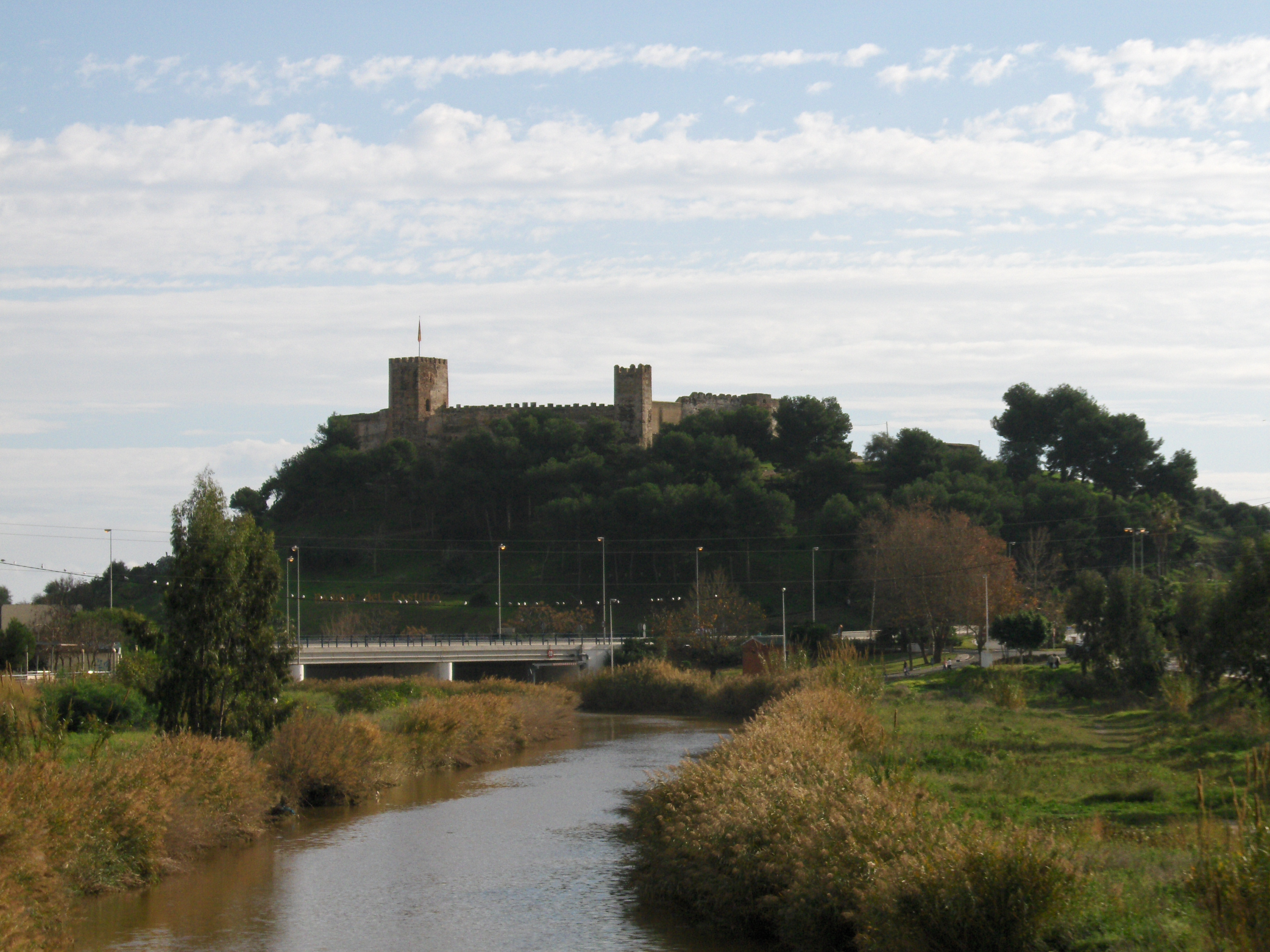
Castillo Sohail.